# Campeonato Potiguar de Futebol de 2021 - Segunda Divisão
O Campeonato Potiguar de Futebol - Segunda Divisão de 2021 foi a 25ª edição do campeonato estadual de futebol da 2ª divisão do Rio Grande do Norte. O torneio é organizado anualmente pela Federação Norteriograndense de Futebol (FNF) e conta com a participação de oito equipes. O campeonato se deu início em 13 de setembro e há previsão de terminar em 12 de outubro. 

## Regulamento
Na primeira fase, as 8 (oito) equipes serão divididas em 2 (dois) grupos e jogarão entre si em sistema de ida e volta, classificando-se as duas primeiras colocadas de cada grupo para a Fase Semifinal.
Na fase semifinal, os confrontos serão definidos da seguinte forma: Ida: 2° do Grupo 2 X 1° do Grupo 1, 2° do Grupo 1 X 1° do Grupo 2. Volta: 1° do Grupo 1 X 2° do Grupo 2, 1° do Grupo 2 X 2° do Grupo 1, classificando-se para a Fase Final as equipes que somarem mais pontos nos confrontos dessa fase. Em caso de empate nos confrontos, será analisado o saldo de gols obtido pelas equipes nesta fase, e em caso de igualdade, será realizada cobranças de pênaltis.
Na fase final, as equipes classificadas da fase anterior farão um jogo único com a sede definida pela FNF, com a equipe vencedora garantido a vaga para a Primeira Divisão em 2022. Em caso de empate no confronto, será realizada cobranças de pênaltis.

### Critérios de desempate
Em caso de empate entre duas ou mais equipes no número de pontos ganhos, foram aplicados os seguintes critérios de desempate, na seguinte ordem:
| Entre duas equipes: - Maior número de vitórias; - Confronto direto; - Maior saldo de gols; - Maior número de gols marcados; - Menor número de gols sofridos; - Menor número de cartões vermelhos; - Menor número de cartões amarelos; - Sorteio. | Entre três ou mais equipes: - Saldo de gols nos jogos realizados nos confrontos, entre as equipes empatadas; - Maior número de vitórias em toda competição; - Maior saldo de gols durante toda competição; - Maior número de gols marcados durante toda competição; - Menor número de gols sofridos durante toda competição; - Menor número de cartões vermelhos em todo campeonato; - Menor número de cartões amarelos em todo campeonato; - Sorteio |

## Equipes participantes
| Equipe              | Cidade        | Em 2020                    | Estádio     | Capacidade | Títulos        |
| Alecrim             | Natal         | 2º (Segunda Divisão 2020)  | Frasqueirão | 15 082     | 0 (não possui) |
| Baraúnas            | Mossoró       | Não participou             | Nogueirão   | 5 000      | 0 (não possui) |
| Mossoró             | Mossoró       | Não participou             | Nogueirão   | 5 000      | 0 (não possui) |
| Palmeira            | Goianinha     | 8º (Primeira Divisão 2021) | Nazarenão   | 7 000      | 2 (2018, 2020) |
| Parnamirim          | Parnamirim    | 4º (Segunda Divisão 2020)  | Frasqueirão | 15 082     | 0 (não possui) |
| Potyguar Seridoense | Currais Novos | Não participou             | Bezerrão    | 1 600      | 2 (2007, 2012) |
| Riachuelo           | Natal         | Não participou             | Nazarenão   | 7 000      | 0 (não possui) |
| Visão Celeste       | Parnamirim    | 3º (Segunda Divisão 2020)  | Frasqueirão | 15 082     | 0 (não possui) |

## Primeira Fase

### Grupo A
| Classificação | Classificação       | Classificação | Classificação | Classificação | Classificação | Classificação | Classificação | Classificação | Classificação | Classificação | Classificação |
| Pos           | Times               | Pts           | J             | V             | E             | D             | GP            | GC            | SG            | %             |               |
| ------------- | ------------------- | ------------- | ------------- | ------------- | ------------- | ------------- | ------------- | ------------- | ------------- | ------------- | ------------- |
| 1             | Potyguar Seridoense | 16            | 6             | 5             | 1             | 0             | 9             | 2             | +7            | 89            |               |
| 2             | Baraúnas            | 9             | 6             | 2             | 3             | 1             | 10            | 4             | +6            | 50            |               |
| 3             | Mossoró             | 6             | 6             | 1             | 3             | 2             | 6             | 6             | 0             | 33            |               |
| 4             | Futebol Parnamirim  | 1             | 6             | 0             | 1             | 5             | 2             | 15            | −13           | 6             |               |

| Baraúnas            | —   | 0–0 | 5–0 | 0–0 |
| Mossoró             | 1–1 | —   | 1–1 | 0–2 |
| Futebol Parnamirim  | 1–3 | 0–3 | —   | 0–1 |
| Potyguar Seridoense | 2–1 | 2–1 | 2–0 | —   |

|  |            |
|  | Semifinais |
|  | Eliminados |

|  |                      |
|  | Vitória do mandante  |
|  | Vitória do visitante |
|  | Empate               |

### Grupo B
| Classificação | Classificação | Classificação | Classificação | Classificação | Classificação | Classificação | Classificação | Classificação | Classificação | Classificação | Classificação |
| Pos           | Times         | Pts           | J             | V             | E             | D             | GP            | GC            | SG            | %             |               |
| ------------- | ------------- | ------------- | ------------- | ------------- | ------------- | ------------- | ------------- | ------------- | ------------- | ------------- | ------------- |
| 1             | Riachuelo     | 13            | 6             | 4             | 1             | 1             | 13            | 7             | +6            | 72            |               |
| 2             | Visão Celeste | 11            | 6             | 3             | 2             | 1             | 8             | 4             | +4            | 61            |               |
| 3             | Palmeira      | 5             | 6             | 1             | 2             | 3             | 8             | 9             | −1            | 28            |               |
| 4             | Alecrim       | 4             | 6             | 1             | 1             | 4             | 7             | 16            | −9            | 22            |               |

| Alecrim       | —   | 2–1 | 1–4 | 1–1 |
| Palmeira      | 3–0 | —   | 0–2 | 1–1 |
| Riachuelo     | 4–3 | 2–2 | —   | 1–0 |
| Visão Celeste | 3–0 | 2–1 | 1–0 | —   |

|  |            |
|  | Semifinais |
|  | Eliminados |

|  |                      |
|  | Vitória do mandante  |
|  | Vitória do visitante |
|  | Empate               |

## Fase Final
|  | Semifinais          | Semifinais | Semifinais | Semifinais |   |                     | Final | Final |
|  |                     |            |            |            |   |                     |       |       |
|  | Potyguar Seridoense | 2          | 3          | 5          |   |                     |       |       |
|  | Visão Celeste       | 1          | 0          | 1          |   |                     |       |       |
|  | Visão Celeste       | 1          | 0          | 1          |   | Potyguar Seridoense | 1     |       |
|  |                     |            |            |            |   | Potyguar Seridoense | 1     |       |
|  |                     | Riachuelo  | 0          |            |   |                     |       |       |
|  | Riachuelo           | Riachuelo  | 0          | 2          | 3 | 5                   |       |       |
|  | Riachuelo           |            |            | 2          | 3 | 5                   |       |       |
|  | Baraúnas            | 1          | 2          | 3          |   |                     |       |       |

## Premiação
| Campeonato Potiguar Segunda Divisão 2021 |
| Currais Novos                            |
| ---------------------------------------- |
| Potyguar Seridoense Campeão (3.º título) |